# Anaspis rufilabris
Anaspis rufilabris là một loài bọ cánh cứng trong họ Scraptiidae. Loài này được Gyllenhall miêu tả khoa học năm 1827.